# Słupno (gemeente)
De gemeente Słupno is een landgemeente in het Poolse woiwodschap Mazovië, in powiat Płocki.
Od 30 grudnia 1999 De zetel van de gemeente is in Słupno (voorheen Płock).
Op 30 juni 2004 telde de gemeente 4991 inwoners.

## Oppervlakte gegevens
In 2002 bedroeg de totale oppervlakte van gemeente Słupno 74,71 km², waarvan:
- agrarisch gebied: 68%
- bossen: 15%

De gemeente beslaat 4,15% van de totale oppervlakte van de powiat.

## Demografie
Stand op 30 juni 2004:
| Omschrijving                   | Totaal | Totaal | Vrouwen | Vrouwen | Mannen | Mannen |
| ------------------------------ | ------ | ------ | ------- | ------- | ------ | ------ |
| eenheid                        | aantal | %      | aantal  | %       | aantal | %      |
| inwoners                       | 4991   | 100    | 2496    | 50      | 2495   | 50     |
| bevolkingsdichtheid (inw./km²) | 66,8   | 66,8   | 33,4    | 33,4    | 33,4   | 33,4   |

In 2002 bedroeg het gemiddelde inkomen per inwoner 2000,77 zł.

## Aangrenzende gemeenten
Płock, Bodzanów, Gąbin, Radzanowo, Słubice

## Plaatsen
Nowe Gulczewo, Stare Gulczewo, Mirosław, Miszewko Strzałkowskie, Miszewko-Stefany, Mijakowo, Sambórz, Ramutowo, Święcieniec, Cekanowo, Szeligi, Barcikowo, Kępa Ośnicka, Rydzyno, Bielino Wirginia, Borowiczki-Pieńki, Liszyno, Wykowo, Słupno